# Фельдфебель
Фельдфе́бель (нем. Feldwebel) — воинское звание и должность унтер-офицерского состава в армиях России (до 1917 года) и некоторых других европейских государств.
Примерно соответствует званию старшина в советских и российских Вооружённых Силах. Слово «фельдфебель» заимствовано из Германии, где оно встречается с XV века у ландскнехтов.

## Этимология
Старшее значение немецкого слова Feldwebel: «судебное должностное лицо в походных условиях», Feld — «поле», «поле сражения», «поход» и Weibel — «служитель при суде (рассыльный)». В русском языке употребляется с XVII века — в форме «фельтвеволъ», «фельтвевелъ», с XVIII века — «фельтвебель», «фельдвебель». Современная форма «фельдфебель» получила широкое распространение с начала XIX века. По немецки произносится «фельтвебель».

## Вевеляй
В полках стрелецких войск вооружённых сил России XVII века существовало звание «вевеляй», также происходящее от немецкого Feldwebel.

## В русской армии
Чин введён в ходе реформ Петра I в 1722 году, одновременно с введением в действие Табели о рангах. До 1826 года чин был высшим для унтер-офицеров, затем стал считаться ниже подпрапорщика. Фельдфебели так называемой «старой» гвардии до реформы 1826 года относились к XIII, затем XIV классу по Табели, однако обер-офицерами не считались, но при этом могли быть выпущены в армию подпоручиками или прапорщиками соответственно.
В каждой роте XIX века полагалось по одному фельдфебелю; соответственное звание в кавалерии — вахмистр. Вплоть до своей ликвидации этот чин был неразрывен с одноимённой должностью (ротного, батальонного или полкового фельдфебеля, то есть старшины), оно присваивалось унтер-офицерам только при вступлении в эту должность, если же в дальнейшем фельдфебелю присваивалось более высокое звание, то на погонах подпрапорщика или зауряд-прапорщика он продолжал носить и фельдфебельские лычки.
Звание фельдфебеля существовало также для кадетов Пажеского корпуса, где его носил наиболее отличившийся старший курсант, выполнявший обязанности старшины кадетов. Фельдфебелем Пажеского корпуса был П. А. Кропоткин, впоследствии известный анархист.

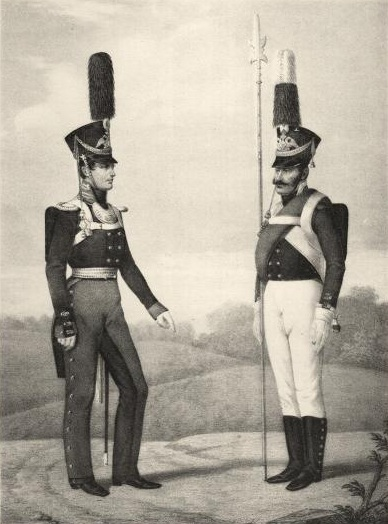
Обер-офицер и Фельдфебель Л.-Гв. Преображенского полка, 1809-1810[3].
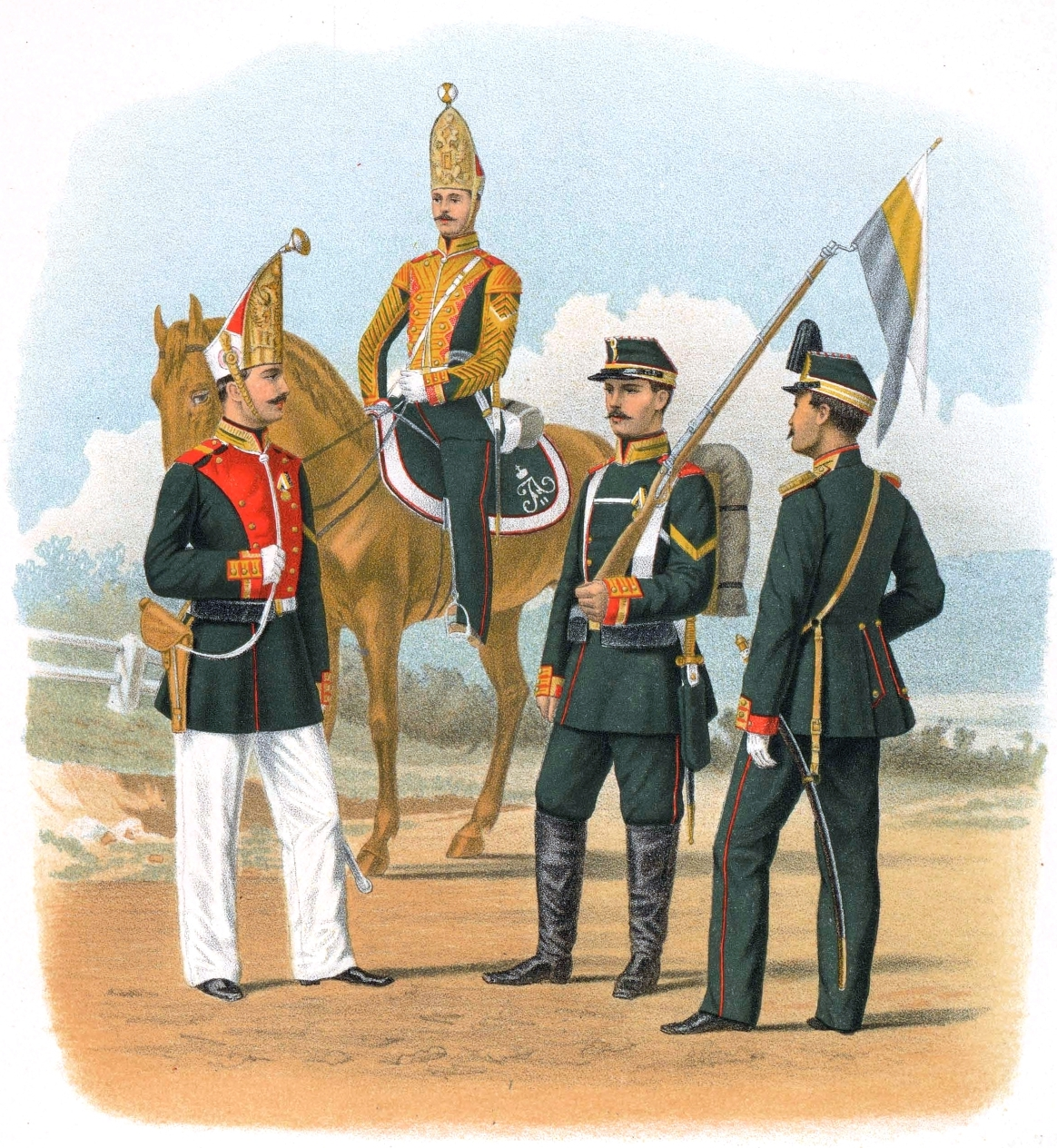
Фельдфебель и штаб-горнист в парадной строевой форме, унтер-офицер в походной форме, обер-офицер в обыкновенной форме Лейб-гвардии Павловский полк, 1865 — 1872 годов, виден батальонный значок.
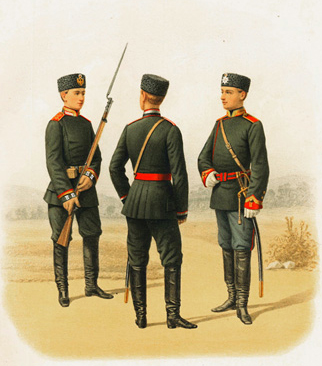
Фельдфебель Николаевского Инженерного Училища и Юнкер Николаевского Кавалерийского Училища. Юнкер 1-го Павловского Военного Училища, 1882 год[4].

## В прусской армии
До 1870 года в прусской армии фельдфебели считались старшими унтер-офицерами и к этой категории относились следующие звания:
- вице-фельдфебель
- штатный фельдфебель (нем. etatmäßiger Feldwebel)

Кроме того, к этой же категории относилось звание кандидат-офицер (нем. Offizierstellvertreter заместитель офицера), примерно равное по статусу званию юнкера в русской армии и считавшееся выше звания фельдфебеля. Существовало также специфическое звание фельдфебель-лейтенант, занимавшее по статусу промежуточное положение между званиями унтер- и обер-офицеров. Это звание присваивалось в том числе и выпускникам военно-учебных заведений, которые уже были направлены в войска, но ещё не получили звания лейтенанта. Военнослужащие в этом звании носили уже офицерскую форму с лейтенантскими погонами, но при этом — вице-фельдфебельские галуны на воротнике и рукавах и фельдфебельскую пуговицу на офицерских петлицах.

## В австрийской армии
В австрийской (затем австро-венгерской) армии до 1918 года существовали следующие звания фельдфебелей:
- фельдфебель
- штабс-фельдфебель
- кадет-фельдфебель

Последнее звание присваивалось слушателям военно-учебных заведений или же проходящим подготовку в войсках и по статусу в целом было аналогично званию штабс-фельдфебеля, но кадет-фельдфебель носил на петлицах офицерские звёздочки. К этой же категории относилось звание фенрих, которое не считалось офицерским и присваивалось кандидатам на присвоение первого обер-офицерского звания. Фенрих носил на петлицах с фельдфебельским (а не штабс-фельдфебельским, как кадет) галуном одну офицерскую звёздочку (а не три), но при этом естественно считался по статусу выше всех унтер-офицеров и кандидат-офицеров. Звание кандидат-офицер (нем. Offizierstellvertreter) в австрийской армии тоже существовало и тоже относилось к фельдфебельским, но имело совершенно иное назначение — оно присваивалось лицам, исполняющим обязанности офицеров (например, командиров взводов), и при этом по тем или иным причинам не имеющим право на производство в фенрихи, то есть было аналогом должности портупей-прапорщика в русской армии. Кандидат-офицер по статусу считался выше кадета, но ниже фенриха, при этом на петлицах, аналогичных кадетским, он носил только одну офицерскую звёздочку.
В Австро-Венгерских вооружённых силах, в австрийской армии, на конец XIX века солдатам, прослужившим в строю 12 лет, присваивалось название Ветеран и оно всегда присоединялось к чину, например Ветеран-фельдфебель и тому подобное.
После 1918 года звания фельдфебелей во всех родах войск были ликвидированы и заменены соответствующими званиями вахмистров.

## В германской армии
До 1918 года в германской армии сохранялось два основных звания фельдфебелей:
- вице-фельдфебель
- фельдфебель

Сохранялось особое звание фельдфебеля-лейтенанта, но оно как бы стояло вне основной системы званий, и присваивалось уже исключительно фельдфебелям, по тем или иным причинам исполнявшим обязанности офицеров, примерно аналогично прапорщикам-командирам взводов в советской армии. Кроме того, в службе пополнения личным составом (нем. Ersatzbehörde), являвшейся неким аналогом российских военкоматов, существовало звание бецирксфельдфебель (нем. Bezirksfeldwebel), равное по статусу армейскому фельдфебелю и являвшееся высшим званием в данной службе. В медицинской службе существовало звание санитетсфельдфебель (нем. Sanitätsfeldwebel), а также звание унтер-арцт (младший врач), тоже относившееся к категории фельдфебельских. Оно присваивалось лицам, прошедшим первоначальное шестимесячное военное обучение, имевшим диплом врача, сдавшим все положенные экзамены и направленным в воинскую часть исполнять обязанности полевого врача. Не ранее чем через три месяца при удовлетворительном исполнении обязанностей и наличии вакансий унтер-арцт мог быть представлен к присвоению офицерского звания. По статусу унтер-арцт был примерно равен фельдфебелю-лейтенанту.
Для технических специалистов артиллерии существовали звания депо-вице-фельдфебель и цойг-фельдфебель, равные по статусу соответствующим фельдфебельским званиям, но не рейхсвера, а ландвера, то есть несколько ниже армейских.
Начиная с рейхсвера Веймарской республики, в вермахте, Национальной народной армии и бундесвере звания фельдфебелей относились к категории т. н. «унтер-офицеров с портупеей» (нем. Unteroffiziere mit Portepee), своего рода старшей категории унтер-офицеров. Традиционно к данной категории относятся следующие звания:
- Фельдфебель (в войсках СС Обершарфюрер (нем. Oberscharführer – старший шарфюрер))
- Обер-фельдфебель (в войсках СС Гауптшарфюрер (нем. Hauptscharführer – главный шарфюрер))
- Штабс-фельдфебель  (в войсках СС Штурмшарфюрер (нем. Sturmscharführer))

Исключение составляло лишь звание унтер-фельдфебель (в войсках СС Шарфюрер (нем. Scharführer)), которое вместе с предыдущим званием унтер-офицер (в войсках СС Унтершарфюрер (нем. Unterscharführer)) относилось к более низшей категории «унтер-офицеров без портупеи» (нем. Unteroffiziere ohne Portepee):
- Унтер-фельдфебель (в войсках СС Шарфюрер (нем. Scharführer))

#### Знаки различия
В вермахте унтер-офицеры «унтер-офицеры без портупеи» / «унтер-офицеры с портупеей» имели следующие знаки различия (погоны и нарукавные нашивки):
| Погоны / нарукавные нашивки Унтер-офицеров | Погоны / нарукавные нашивки Унтер-офицеров | Погоны / нарукавные нашивки Унтер-офицеров | Погоны / нарукавные нашивки Унтер-офицеров | Погоны / нарукавные нашивки Унтер-офицеров | Погоны / нарукавные нашивки Унтер-офицеров | Погоны / нарукавные нашивки Унтер-офицеров | Погоны / нарукавные нашивки Унтер-офицеров | Погоны / нарукавные нашивки Унтер-офицеров | Погоны / нарукавные нашивки Унтер-офицеров |
| «унтер-офицеры без портупеи»               | «унтер-офицеры без портупеи»               | «унтер-офицеры без портупеи»               | «унтер-офицеры без портупеи»               | «унтер-офицеры с портупеей»                | «унтер-офицеры с портупеей»                | «унтер-офицеры с портупеей»                | «унтер-офицеры с портупеей»                | «унтер-офицеры с портупеей»                | «унтер-офицеры с портупеей»                |
| унтер- офицер                              | унтер- офицер                              | унтер- фельдфебель                         | унтер- фельдфебель                         | фельдфебель                                | фельдфебель                                | обер- фельдфебель                          | обер- фельдфебель                          | штабс- фельдфебель                         | штабс- фельдфебель                         |
| ------------------------------------------ | ------------------------------------------ | ------------------------------------------ | ------------------------------------------ | ------------------------------------------ | ------------------------------------------ | ------------------------------------------ | ------------------------------------------ | ------------------------------------------ | ------------------------------------------ |
|                                            |                                            |                                            |                                            |                                            |                                            |                                            |                                            |                                            |                                            |
| OP-5b                                      | OP-5b                                      | OP-5a                                      | OP-5a                                      | OP-6                                       | OP-6                                       | OP-7                                       | OP-7                                       | OP-8                                       | OP-8                                       |

### ННАГДР
В ННА ГДР до 1962 года существовали только звания фельдфебеля и обер-фельдфебеля, затем все четыре фельдфебельских звания, в 1990 году к ним было добавлено звание штабс-обер-фельдфебель как самое старшее звание фельдфебелей, но, по всей видимости, оно уже не присваивалось ввиду ликвидации ННА.

#### Знаки различия
| Погоны Унтер-офицеры                 | Погоны Унтер-офицеры                 | Погоны Унтер-офицеры                  | Погоны Унтер-офицеры                  | Погоны Унтер-офицеры                  |
| «унтер-офицеры, сверхсрочнослужащие» | «унтер-офицеры, сверхсрочнослужащие» | «унтер-офицеры, солдаты-профессионал» | «унтер-офицеры, солдаты-профессионал» | «унтер-офицеры, солдаты-профессионал» |
| унтер- офицер                        | унтер- фельдфебель                   | фельдфебель                           | обер- фельдфебель                     | штабс- фельдфебель                    |
| ------------------------------------ | ------------------------------------ | ------------------------------------- | ------------------------------------- | ------------------------------------- |
| Taнковыe войскa                      | Приграничные войска                  | Инженерные войска                     | Bойск связи                           | Ракетные войска и артиллерия          |
|                                      |                                      |                                       |                                       |                                       |
| OP-5b                                | OP-5a                                | OP-6                                  | OP-7                                  | OP-8                                  |

### B ВС ФРГ
По состоянию на начало 2007 года в ВС ФРГ (Бундесвере) существуют пять званий «унтер-офицеров с портупеей»:
- Фельдфебель (OP-6)
- Обер-фельдфебель (OP-6)
- Хаупт-фельдфебель (OP-7)
- Штабс-фельдфебель (OP-8)
- Обер-штабс-фельдфебель (OP-9)

Примечание:
- ОР — обозначает звание сержантского состава на основе определённого Рангового кода НАТО — англ. Other (enlisted) Ranks (OR)[9]

#### Знаки различия
| Погоны фельдфебелей бундесвера (полевая форма) | Погоны фельдфебелей бундесвера (полевая форма) | Погоны фельдфебелей бундесвера (полевая форма) | Погоны фельдфебелей бундесвера (полевая форма) | Погоны фельдфебелей бундесвера (полевая форма) | Погоны фельдфебелей бундесвера (полевая форма) | Погоны фельдфебелей бундесвера (полевая форма) | Погоны фельдфебелей бундесвера (полевая форма) | Погоны фельдфебелей бундесвера (полевая форма) | Погоны фельдфебелей бундесвера (полевая форма) |
| Фельдфебель                                    | Фельдфебель                                    | Обер-фельдфебель                               | Обер-фельдфебель                               | Гаупт-фельдфебель                              | Гаупт-фельдфебель                              | Штабс-фельдфебель                              | Штабс-фельдфебель                              | Обер-штабс-фельдфебель                         | Обер-штабс-фельдфебель                         |
| ---------------------------------------------- | ---------------------------------------------- | ---------------------------------------------- | ---------------------------------------------- | ---------------------------------------------- | ---------------------------------------------- | ---------------------------------------------- | ---------------------------------------------- | ---------------------------------------------- | ---------------------------------------------- |
|                                                |                                                |                                                |                                                |                                                |                                                |                                                |                                                |                                                |                                                |
| OP-6б                                          | OP-6б                                          | OP-6a                                          | OP-6a                                          | OP-7                                           | OP-7                                           | OP-8                                           | OP-8                                           | OP-9                                           | OP-9                                           |
| Танковые войска                                | BBC                                            | Медико- санитарная служба                      | BBC                                            | Пехота                                         | BBC                                            | Артиллерия                                     | BBC                                            | Инженерные войска                              | BBC                                            |

Кроме того, существуют звания Фанен-юнкер (OP-5), фенрих (OP-6) и Обер-фенрих (OP-7), присваиваемые слушателям военно-учебных заведений и к данной категории не относящиеся, но приравниваемые по статусу к фельдфебелю и гаупт-фельдфебелю соответственно и имеющие аналогичные знаки различия.
| Погоны фенрихов бундесвера | Погоны фенрихов бундесвера | Погоны фенрихов бундесвера | Погоны фенрихов бундесвера | Погоны фенрихов бундесвера | Погоны фенрихов бундесвера |
| Фанен-юнкер                | Фанен-юнкер                | Фенрих                     | Фенрих                     | Оберфенрих                 | Оберфенрих                 |
| -------------------------- | -------------------------- | -------------------------- | -------------------------- | -------------------------- | -------------------------- |
|                            |                            |                            |                            |                            |                            |
| OP-5                       | OP-5                       | OP-6                       | OP-6                       | OP-7                       | OP-7                       |
| Пехота                     | BBC                        | Медико- санитарная служба  | BBC                        | Артиллерия                 | BBC                        |

Следует учитывать, что в вермахте и армии ГДР тоже были гаупт-фельдфебели, но это было не звание, а должность, соответствовавшая должности ротного или батальонного старшины в советской армии.

## В германском флоте
В германском флоте времён нацистской Германии в сухопутных подразделениях (береговая артиллерия, морская пехота и т. д.) фельдфебельские звания были несколько иными. Звания унтер-фельдфебеля и фельдфебеля соответствовали аналогичным в вермахте и люфтваффе, но звание штабс-фельдфебеля было промежуточным между флотскими званиями фельдфебеля и обер-фельдфебеля (считалось ниже армейского обер-фельдфебеля), а армейскому штабс-фельдфебелю соответствовал флотский штабс-обер-фельдфебель.

## В вооружённых силах Швейцарии
В армии и ВВС Швейцарии штатная категория фельдфебелей неоднократно реформировалась уже в XXI веке. До 2003 года существовало единственное звание фельдфебель, которое было по статусу выше фурьера и ниже адъютант-унтер-офицера. В 2003—2005 годах было введено дополнительное звание гаупт-фельдфебель старше фельдфебеля, а с 2006 года в данную категорию было перенесено звание фурьера, причём оно считается выше фельдфебеля, но ниже гаупт-фельдфебеля.
Также в Швейцарии существует специальное звание фельдфебель в пожарных службах кантонов, в пограничной охране конфедерации и в полиции германоязычных кантонов, где оно, как правило, является высшим званием унтер-офицеров.

## В вооружённых силахЛихтенштейна
В вооружённых силах Лихтенштейна звание фельдфебеля также существует и в силу их малочисленности оказывается одним из высших, по статусу выше вахмистра. Аналогичное специальное звание существует и в пожарно-спасательной службе великого княжества, но там оно является высшим унтер-офицерским — выше вахмистра и ниже лейтенанта.